# Саниці
Саниці (пол. Sanice, нім. Sänitz) — село в Польщі, у гміні Пшевуз Жарського повіту Любуського воєводства.
Населення — 237 осіб (2011).
У 1975-1998 роках село належало до Зеленогурського воєводства.

## Демографія
Демографічна структура станом на 31 березня 2011 року:
|          | Загалом | Допрацездатний вік | Працездатний вік | Постпрацездатний вік |
| -------- | ------- | ------------------ | ---------------- | -------------------- |
| Чоловіки | 122     | 28                 | 86               | 8                    |
| Жінки    | 115     | 28                 | 64               | 23                   |
| Разом    | 237     | 56                 | 150              | 31                   |